# Topológia
A topológia (régiesen: helyzetgeometria) a matematikának az a részterülete, amelyik az alakzatoknak a folytonos (vagyis szakítás, lyukasztás stb. nélküli) deformációk – nyújtások, csavarások stb. – közben is megmaradó (invariáns) tulajdonságaival foglalkozik.
Az első vizsgálatok közül nevezetes az Eulertől származó poliéder-tétel, valamint a topológiából leszármazott gráfelmélet ismertebb indító feladata, a königsbergi hidak problémája. Sok eredmény született a térgörbék (csomók), a felületek (Möbius-szalag, Klein-féle palack), a fraktálok, a relativitáselmélet által definiált téridő, a fizikai fázisterek (jobb- és balsodrású rendszerek), a szimmetrikus csoportok vizsgálata során. Ma már a topológia a matematika egyik önálló területe. Gyakran az analízishez sorolják.

## Részterületek
Három nagyobb fejezete különböztethető meg:
1. Halmazelméleti topológia a halmazok szerkezetével, az elemek környezetével, a leképezésekkel, a folytonossággal stb. foglalkozik. Szokták geometriai topológiának, vagy a ponthalmazok topológiájának is nevezni.
2. Algebrai topológia algebrai eszközök segítségével építi fel fogalom- és tételrendszerét. Ennek alfejezeteként nevesítik a kombinatorikus topológiát.
3. Gráfelmélet a gráfoknak nevezett (pontokból és azokat összekötő élekből álló) topologikus alakzatok speciális feladataival foglalkozik.

Néhány elemző elkülöníti a differenciál topológiát, míg más osztályozások a leíró és az általános topológia terminusokat használják. Ez is mutatja a tudományterület fejlődésének dinamizmusát.
Fontos alapfogalmai: a topologikus tér, a nyílt halmaz, a környezet, a topologikus leképezés (homeomorfia) és invariánsai.

## Topologikus tér
Legyen {\displaystyle H} egy halmaz és ennek részhalmazaiból álló {\displaystyle {\mathcal {T}}} halmazrendszer (a hatványhalmaz egy részhalmaza).
Ha teljesülnek a következő axiómák:
- Az üres halmaz és maga {\displaystyle H} elemei {\displaystyle {\mathcal {T}}}–nek,
- A {\displaystyle {\mathcal {T}}} véges sok elemének a metszete is eleme {\displaystyle {\mathcal {T}}}–nek,
- A {\displaystyle {\mathcal {T}}} akárhány elemének az uniója is eleme {\displaystyle {\mathcal {T}}}–nek,

akkor {\displaystyle {\mathcal {T}}} egy topológia (topológiai struktúra) a {\displaystyle H} hordozó halmazon.
A {\displaystyle (H,{\mathcal {T}})} kettőst topológiai térnek nevezzük, {\displaystyle H} elemeit másképpen {\displaystyle H} pontjainak nevezzük.
Egy olyan halmazrendszer, amelynek összes uniója a topológiát adja, a topológia bázisa. Erre az teljesül, hogy elemeinek véges metszete előáll a halmazrendszer néhány elemének nem feltétlenül véges uniójaként. Egy halmazrendszer, amelynek összes metszete bázis, a topológia előbázisa. Az előbázisra már nincs megkötés; a részhalmazok bármely rendszere lehet előbázis. Ha egy topológiának van megszámlálható bázisa, akkor a topológia M2.

### Nevezetes topológiák
- Természetes (standard) topológia: Amennyiben az {\displaystyle \mathbb {R} ^{1}} valós számegyenesen egy részhalmazt akkor nevezünk nyíltnak, ha az vagy üres, vagy minden pontjával együtt annak nyílt intervallumát is tartalmazza, akkor az összes ilyen nyílt halmazból álló {\displaystyle S^{1}} halmazrendszer a valós számhalmazon egy ún. természetes topológia. A {\displaystyle (\mathbb {R} ^{1},S^{1})} topologikus tér a valós analízis felépítésének alapja.
- Diszkrét topológia: A {\displaystyle H} halmaz minden részhalmazát tartalmazó topológiát diszkrétnek nevezzük.
- Indiszkrét topológia: A kizárólag az üres halmazt és magát {\displaystyle H}-t tartalmazó topológiát indiszkrétnek nevezzük.
- Véges-zárt topológia: A véges zárt topológia tartalmazza az üres halmazt, valamint {\displaystyle H} minden olyan részhalmazát, amelynek a komplementere véges. Mivel az üreshalmaz ({\displaystyle H} komplementere) véges, ezért {\displaystyle H} értelemszerűen nyílt ebben a topológiában.

### Speciális topologikus terek
Metrikus tér
Ha az {\displaystyle M} tér elempárjainak távolságát értelmezhetjük, akkor a tér metrikus. A metrika (távolság függvény) az elempárokhoz egy nemnegatív {\displaystyle d(x,y)} számot rendel, melyre a következő tulajdonságok érvényesek:
- {\displaystyle d(x,y)=0\leftrightarrow x=y},
- {\displaystyle d(x,y)=d(y,x)\,},
- {\displaystyle d(x,y)+d(y,z)\geq d(x,z)}.

Az {\displaystyle (M,d)} párost metrikus térnek nevezzük.
Minden metrikus tér természetes módon topologikus térré tehető, a következő definícióval:

{\displaystyle Q\subset M} nyílt {\displaystyle :\Leftrightarrow \forall x\in Q\quad \exists \varepsilon >0:B_{\epsilon }(x)\subset Q}

ahol {\displaystyle B_{\varepsilon }(x):=\{m\in M:\;d(m,x)<\varepsilon \}} az x körüli epszilon sugarú nyílt gömb. A nyílt gömbök nyílt halmazok.
Az ily módon az euklideszi metrika által az {\displaystyle \mathbb {R} ^{n}} halmazon generált topológiát, természetes topológiának nevezzük.
Hausdorff-tér
Egy {\displaystyle (H,{\mathcal {T}})} topologikus teret Hausdorff-térnek, vagy T2-térnek nevezünk, ha a tér bármely két különböző pontjához létezik két diszjunkt nyílt halmaz, úgy, hogy az egyik pont az egyik halmaz, a másik a másik halmaz eleme. Avagy a pontok elválaszthatók nyílt halmazok segítségével.
Minden metrikus tér Hausdorff-tér, mivel két nem egyenlő pont távolsága nagyobb mint nulla d, ekkor a pontok körül vett d/2 sugarú nyílt gömbök szétválasztják a pontokat.
A Hausdorff-térnél erősebb elválaszthatósági tulajdonságok a pontok és a zárt halmazok (T3), vagy a zárt halmazok egymástól (T4) való elválaszthatóságát követelik meg. Ha még a pontok is zártak, akkor a tér T3 teljesülése esetén reguláris, T4 esetén normális.

### Összefüggőség
Egy topologikus tér összefüggő, ha nem bontható fel két nyílt valódi részhalmaza uniójára. Útösszefüggő, ha bármely két pontja között van út. Az utak a [0,1] intervallum leképezései a topologikus térbe. Ha egy út kezdő- és végpontja egybeesik, akkor az út hurok.
A természetes topológiában a valós számok összefüggő részhalmazai éppen az intervallumok. Az útszerű összefüggőség erősebb; például a {\displaystyle \sin {\frac {1}{x}}}-hez hozzávéve az origót összefüggő, de nem útösszefüggő halmazt, illetve teret kapunk.

### Nyílt \ zárt halmaz
A {\displaystyle H\ni p} elemeit pontoknak, {\displaystyle {\mathcal {T}}\ni R} elemeit nyílt halmazoknak nevezzük.
A {\displaystyle H} egy részhalmaza nyílt halmaz, ha eleme {\displaystyle {\mathcal {T}}}-nek. {\displaystyle H} részhalmaza zárt halmaz, ha komplementere valamely {\displaystyle {\mathcal {T}}}-beli (vagyis nyílt) halmaznak.
Egy halmaz azonban nem kizárólagosan nyílt vagy zárt, előfordulhat, hogy egyszerre nyílt és zárt, mivel eleme a topológiának, de emellett egy másik nyílt halmaz komplementere is. Ezeket nevezzük nyílt-zárt halmazoknak. Az üres halmaz, valamint {\displaystyle H} maga konstrukciójukból fakadóan nyílt-zártak. Azokról a halmazokról, amelyek a fenti kategóriák egyikébe sem tartoznak, nem tudunk mondani semmit.

### Kompaktság
Egy halmaz kompakt, ha bármely nyílt fedéséből kiválasztható véges részfedés. Ekvivalensen, valahányszor adva van zárt részhalmazok rendszere úgy, hogy egy véges metszet sem üres, akkor az összes metszete sem üres. Egy halmaz megszámlálhatóan kompakt, ha megszámlálható sok részhalmazra kielégíti az előbbi tulajdonságokat. Ekvivalensen, zárt halmazok minden szűkülő sorozatának metszete nem üres. Ha minden végtelen részhalmaznak van torlódási pontja, akkor sorozatkompakt.
A megszámlálhatóan kompakt M2-terekben nem gyengébb a kompaktnál, és M1-terekben a sorozatkompaktság is ekvivalens a kompaktságnál.

### Szorzatterek és faktorterek
Két topologikus tér szorzata az a topologikus tér, aminek tartóhalmaza a két tartóhalmaz szorzata, és a topológiák szorzata a szorzattér bázisa. Ez az a minimális topológia, amiben a tényezőkre vetítés folytonos.
Összefüggő terek, útösszefüggő terek szorzata összefüggő, útszerűen összefüggő. Ha a terek M1, illetve M2-terek, akkor szorzatterük is teljesíti ezeket a megszámlálhatósági tulajdonságokat. A topologikus terek szorzása a kompaktságot is megőrzi; ez Tyihonov tétele.
Legyen {\displaystyle X} topologikus tér, és legyen rajta {\displaystyle \sim } pontok egy osztályozása. Ekkor az {\displaystyle X/(x\sim y)} faktortér pontjai a pontok osztályai, és a faktortér egy bázisát a teljes nyílt osztályok adják.

## Környezet
A (topologikus) tér pontjainak környezete a metrikus terekben a környezet definíciója az euklideszi térével analóg. Nem-metrikus terekben ez nem alkalmazható. Az általános definíció:
A hordozó halmaz egy részhalmaza {\displaystyle K\subseteq H} a {\displaystyle p\in H} pont környezete, ha létezik egy {\displaystyle Q\in T} halmaz, amelyre {\displaystyle p\in Q\subseteq K}.

### A tér pontjai
A (topologikus) tér pontjait (elemeit) a hordozó halmaz egy részhalmazához viszonyítva osztályozhatjuk. Legyen {\displaystyle A\subset H}, ekkor definiáljuk:
- {\displaystyle \operatorname {int} A:=\bigcup \{Q\in T:Q\subset A\}} A belső része, a legnagyobb nyílt halmaz, mely tartalmazva van A-ban. Az egyesítés jel azt jelenti, hogy a halmazrendszer minden halmazának unióját vesszük, ily módon A belső része önmaga is nyílt halmaz, mivel nyílt halmazok egyesítése. A belső részének elemeit A belső pontjainak nevezzük. A belső részét gyakran {\displaystyle {\overset {\circ }{A}}}-val jelölik.
- {\displaystyle {\bar {A}}:=\bigcap \{Q\subset H:A\subset Q\quad {\mbox{és}}\quad Q^{c}\in T\}} A lezárása, a legkisebb zárt halmaz, mely tartalmazza A-t. A lezárásának elemeit A érintkezési pontjainak nevezzük. A lezárása egy zárt halmaz.

- {\displaystyle \partial A:={\bar {A}}\backslash \operatorname {int} A} az A halmaz határa. {\displaystyle \partial A} elemeit határpontoknak nevezzük. Ez a halmaz mindig zárt, mert két zárt halmaz metszete: {\displaystyle \partial A={\bar {A}}\cap (H\backslash \operatorname {int} A)}

- {\displaystyle p} pontot A torlódási pontjának nevezzük, ha minden {\displaystyle p}-t tartalmazó nyílt halmaz tartalmaz legalább egy {\displaystyle p}-től különböző elemet A-ból. Ekvivalensen {\displaystyle p} torlódási pont, ha {\displaystyle p\in {\overline {A\backslash \{p\}}}}.

- {\displaystyle p} pontot A izolált pontjának nevezzük, ha {\displaystyle p} eleme A-nak, és létezik olyan Q nyílt halmaz, hogy {\displaystyle Q\cap A=\{p\}}, azaz pontosan akkor, ha {\displaystyle p} nem torlódási pont.

- {\displaystyle p} pontot A külső pontjának nevezzük, ha {\displaystyle p} nem érintkezési pontja A-nak.

Megjegyzések:
- Nyílt halmaz belső része maga a nyílt halmaz, illetve zárt halmaz lezárása maga a zárt halmaz.
- p pontosan akkor A belső pontja, ha p-nek van környezete, melyet A tartalmaz.
- p pontosan akkor A érintkezési pontja, ha p minden környezete nem diszjunkt A-val.
- p pontosan akkor A határpontja, ha p minden K környezetére igaz, hogy K nem diszjunkt A-val, és K nem diszjunkt A komplementerével.
- {\displaystyle {\bar {A}}=H\backslash \operatorname {int} (X\backslash A)}
- {\displaystyle \operatorname {int} A=A\backslash \partial A}
- Ha a topologikus tér összes pontja zárt, akkor a tér T1.
- A {\displaystyle \Sigma } halmazrendszer környezetbázisa az {\displaystyle x} pontnak, ha minden eleme környezete {\displaystyle x}-nek, és {\displaystyle x} minden környezetéhez van {\displaystyle \Sigma }-beli halmaz, ami szűkebb környezete {\displaystyle x}-nek. Ha egy topologikus térben minden pontnak van megszámlálható környezetbázisa, akkor a tér M1.

### Konvergencia
Egy {\displaystyle (H,{\mathcal {T}})} topologikus tér elemeiből álló {\displaystyle (x_{n})} sorozat konvergál egy {\displaystyle x\in H} ponthoz, ha {\displaystyle x} minden {\displaystyle K} környezetéhez létezik {\displaystyle N} határindex, úgy, hogy {\displaystyle x_{n}\in K} minden {\displaystyle n\geq N} indexre. Jelölés: {\displaystyle \lim _{n\to \infty }x_{n}=x}. Ebben az esetben a sorozatot konvergensnek nevezzük.
Egy sorozat határértéke általános topologikus terekben nem feltétlenül egyértelmű, tehát egy sorozatnak több különböző határértéke is lehet. Hausdorff-terekben a konvergens sorozatok határértéke egyértelmű.

## Folytonosság

### Globális folytonosság.
Két topologikus tér közötti leképezéssel adott függvény folytonos, ha az értékkészlet minden nyílt halmazának ősképe nyílt halmaz.

### Lokális folytonosság
Két topologikus tér közötti leképezéssel adott függvény folytonos az értelmezési tartomány egy {\displaystyle p} pontjában,
ha {\displaystyle p} izolált pont,
vagy ha {\displaystyle f(p)} minden környezetének ősképe {\displaystyle p}-nek egy környezete.
A valós-valós függvények esetén (és általában ha mindkét tér természetes topológiával bír) ez a definíció az analízisből ismert definíciókkal ekvivalens, annak általánosítása.
Ha egy függvény mindenütt lokálisan folytonos, akkor globálisan is folytonos.

## Leképezések (transzformációk)

### Folytonos leképezés
A folytonos függvény által generált leképezést geometriai térben alkalmazva az alakzatok képében a pontok szomszédsága a vonalak folytonossága, az alakzatok összefüggése, a nyílt vagy zárt alakzatok e tulajdonsága változatlan, invariáns.
Ugyancsak változatlan marad a részhalmazok (alakzatok) és pontok viszonya: érintkezési, belső, izolált, torlódási vagy külső pont a képben is ilyen tulajdonságú.

### Homeomorfizmus

A bögre és a fánk

A homeomorfizmus a folytonos leképezés speciális esete:
Amennyiben egy folytonos függvény injektív és szürjektív, továbbá az inverze is folytonos, akkor a függvényt (a leképezést) homeomorfizmusnak (homeomorfia) nevezzük.
Két alakzatot (teret) homeomorfnak, más szóval topologikusan ekvivalensnek nevezzük, ha egyiket homeomorfizmus képezi le a másikra, azaz egyik a másiknak homeomorf képe. Ilyen párt alkot a fenti idézetben szereplő bögre és fánk (tórusz). A síkban ilyen a kör és a négyzet, az egyenes és a parabola stb. A homeomorfizmus a legáltalánosabb topologikus leképezés.
Paul Renteln és Alan Dundes tréfás meghatározása leírja a terület vizsgálatának lényegét: szerintük a topológus az, aki nem tud megkülönböztetni egy bögrét egy amerikai fánktól.

### Rugalmas alakváltozás
A rugalmas alakváltozás, vagy homotópia szemléletesen egy rugalmas lemezre rajzolt ábra torzulásaival írható le. A térbeli analógia ugyanígy kezelhető. A fizikai kivitelezhetőség feltétele, hogy az alakváltozás az anyag (a hordozó halmaz, a média) elszakadása nélkül menjen végbe és a transzformáció megfordítható (az eredeti alakzat rekonstruálható) legyen. Nem minden topologikus leképezés valósítható meg rugalmas torzítással, de igazolható, hogy a homotópia a homeomorfia speciális esete. A homotópia kötött egy {\displaystyle A} részhalmazra, ha az {\displaystyle A} halmaz képe nem mozoghat.
A homotópnak lenni ekvivalenciareláció. Egy {\displaystyle X} topologikus térben az adott kezdőpontú hurkok homotópiaosztályai csoportot alkotnak az egymás után fűzésre, mint szorzásra. A csoport egységeleme a konstans hurok, és egy hurok inverze a megfordítottja, vagyis a visszafelé bejárt hurok. Ez az adott tér fundamentális csoportja. A fundamentális csoportok vizsgálatával az algebrai topológia foglalkozik.

### Fedőleképezés
Legyen {\displaystyle E} és {\displaystyle B} topologikus tér, és {\displaystyle E} összefüggő. A {\displaystyle p\colon E\to B} lokális homeomorfizmus fedőleképezés, ha {\displaystyle B} minden {\displaystyle b} pontjának van {\displaystyle U} környezete, aminek az ősképe nyílt halmazok diszjunkt uniója, és minden ilyen nyílt halmazt {\displaystyle p} homeomorf módon képez {\displaystyle U}-ra. Ekkor {\displaystyle B} bázis, {\displaystyle E} fedőtér, és a diszjunkt unió elemei rétegek. A fedés rétegszáma mindenütt ugyanannyi.
A fedő utak tétele szerint, ha {\displaystyle B}-ben van egy {\displaystyle b_{0}} kezdőpontú út, akkor {\displaystyle E}-ben minden rétegben van egy {\displaystyle e_{0}} kezdőpontú út, amit {\displaystyle p} átvisz {\displaystyle s}-be. Ez az út {\displaystyle s} felemeltje. Ha van két út, ami ugyanott kezdődik, akkor felemeltjeik is ugyanott fognak kezdődni. Homotópia is felemelhető.

### Projektív leképezések
A rugalmas alakváltozásnál szigorúbb feltétel az egyenes (térben a sík és egyenes) invarianciája. Az ilyen tulajdonságú folytonos leképezés az általános projektív leképezés, a kollineáció. Az euklideszi térben a kollineációt lineáris (elsőfokú) kifejezéssel definiált leképezések valósítják meg.
A párhuzamosságot is átörökítő speciális kollineáció az affinitás.
A szögtartó és aránytartó speciális affinitás a hasonlóság.
A távolságot is megtartó hasonlósági leképezés az egybevágóság.